# Hjælp, Jeg er i Japan
 Hjælp, Jeg er i Japan  er et realityshow på tolv afsnit der blev sendt i 2009-2010 på TV3 og havde tv-værten Robert Hansen som rejseleder. 
Showet går ud på at ti dansker drager afsted til Tokyo, hvor de i tolv uger skal opleve Japan og alt hvad det indbære og deltage i det vanvittige japanske gameshow Do Konjo hvor værten Yoshi Amao og dommer Mr Fu sætter deltagerne på prøve i bla. traditionsrige og kulturelle udfordringer.
Den der efter de tolv uger mester de japanske skikke og prøvelser kan vende hjem med 250.000 kr.